# Station Neustadt (Weinstr)-Böbig
Neustadt (Weinstr) Böbig is een spoorwegstation in de Duitse plaats Neustadt an der Weinstraße. Het station behoort tot de Duitse stationscategorie 4. Het station werd in 1978 geopend.